# Tour de transmission de Radio Varsovie

Les plus hautes tours au monde

La tour de transmission de Radio Varsovie (en polonais Maszt radiowy w Konstantynowie ou mât-radio de Konstantynów), culminant à 646,38 mètres, était la plus haute structure au monde jusqu'à son effondrement le 8 août 1991. C'est la troisième plus haute structure jamais réalisée après la tour Burj Khalifa à Dubaï et la tour Merdeka 118 à Kuala Lumpur.
Construite en 1973 à  Konstantynów, dans le centre de la Pologne et haute de 646,38 mètres, cette tour ou mât diffusait un signal d'une puissance de l'ordre de 2 MW, émis à la fréquence de 227 kHz qui pouvait être capté à travers toute l’Europe, l’Afrique du Nord et même en Amérique du Nord. Les premières émissions ont officiellement eu lieu le 30 juillet 1974.

## Caractéristiques
La tour de transmission de Radio Varsovie était unique à plusieurs titres. Contrairement aux mâts hertziens de hauteur comparable, comme le KVLY-TV Mast à Fargo, au Dakota du Nord, le mât de Varsovie était isolé électriquement de la terre. En Occident, il n'y avait jamais eu une structure isolée de la terre avec une hauteur comparable. 
La deuxième plus grande structure d’Europe, la tour radio de Hellisandur en Islande a une hauteur de 412 mètres. La tour Ostankino à Moscou, la plus grande tour autoportante d’Europe, a été surpassée par le mât de Konstantynów de plus de 100 mètres.
Dans le monde, aucune construction de structure de plus grande hauteur n'a été entreprise jusqu'en 2004, année du commencement de la construction du Burj Khalifa à Dubaï.

## Construction

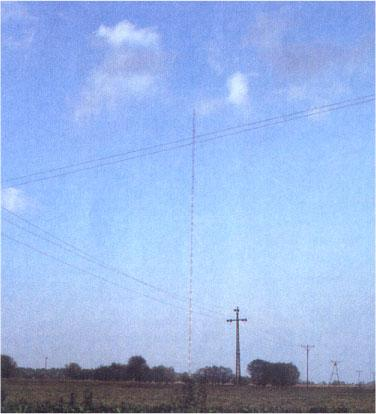
La tour vue de loin.

La tour radio de Varsovie était une construction en tubes d'acier, constitués de triangles équilatéraux entrecroisés, de 4,8 mètres de côté. Les tubes d'acier principaux, formant l'extérieur de la construction, avaient un diamètre de 245 millimètres ; leur épaisseur variant en fonction de la hauteur (entre 8 et 34 millimètres). Le mât était composé de 86 éléments, chacun d'une longueur de 7,5 mètres.
Elle était haubanée à cinq hauteurs différentes avec trois câbles de 50 millimètres de diamètre. Chaque câble était fixé sur un bloc d'ancrage séparé. Pour que les haubans ne provoquent pas d'interférences avec les ondes radios, ils furent isolés à intervalles réguliers. Le seul poids des haubans, de leurs ancrages et des isolateurs atteignait 80 tonnes.
À l'intérieur du mât se trouvait un ascenseur, qui permettait l'accès au matériel radio, ainsi qu'aux lampes de signalisation utilisées pour la sécurité aérienne. Cet ascenseur avait une vitesse maximale de 0,35 m/s, et le trajet entre la base de la tour et son sommet prenait trente minutes.
Le mât radio de Varsovie était lui aussi isolé électriquement, pour une tension électrique de 120 kV. Il était dressé sur trois colonnes, chacune se composant de deux isolants de deux mètres de haut posés l'un sur l'autre. Plus tard, un tube a été fixé avec des isolants à l'intérieur même de la tour. Ce tube était utilisé pour l'alimentation de l'émetteur radio, des lampes de sécurité de vol, de l'ascenseur et des éventuelles futures installations, et était situé à mi-hauteur de la tour, ce qui rendait la maintenance beaucoup plus facile.
La transmission des signaux radio, depuis le bâtiment de l'émetteur au mât, était faite par une ligne de transmission aérienne spéciale, d'une longueur de 600 mètres environ. Ce bâtiment, qui avait un volume de 17 000 m3, contenait l'émetteur, qui se composait de deux unités de 1 000 kilowatts construites par Boveri Marron et Cie. Pour la génération du signal, qui était d'une fréquence standard, une horloge atomique était utilisée. La station de radio, située sur un terrain de 65 hectares, possédait aussi une seconde tour en treillis, de section rectangulaire.
L'alimentation électrique de la station était assurée par une centrale de 110 kV. Bien que la consommation de la station soit énorme (estimée à environ 6 000 kW), cette alimentation électrique était tout à fait démesurée, mais justifiée, par la grande importance de la station comme le transmetteur central de la Pologne.

## Effondrement

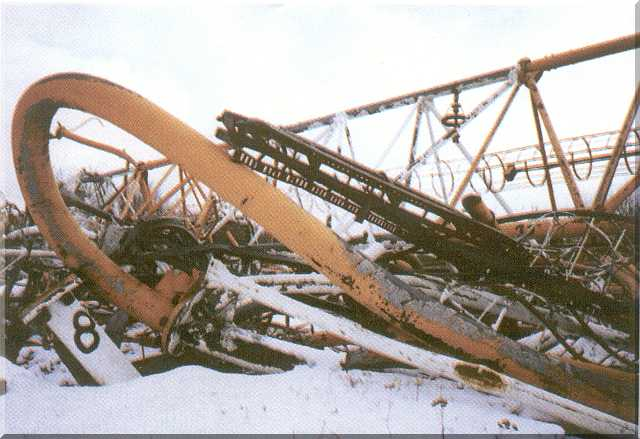
La tour après l'effondrement.

Le 8 août 1991, à 16 heures UTC, la tour s'est effondrée à la suite d'une erreur lors du remplacement des haubans du sommet. Officiellement, les ouvriers avaient quitté la zone bien avant que le mât ne s'effondrât, personne n'a donc été tué ou blessé. 
L'échange de haubans comme cause de l'effondrement a été confirmé en janvier par le constructeur principal de la tour. La tour s'est d'abord vrillée, puis s'est cassée sensiblement à mi-hauteur. La partie haute est tombée à terre près de la base, suivie par la moitié basse. L'effondrement a provoqué la destruction d'une petite grue mobile, propriété de la société Mostostal Zabrze. Ni le bâtiment de transmission, ni le bâtiment d'alimentation électrique n'ont été endommagés.
Une commission d'enquête a conclu que la responsabilité de l'effondrement incombait à Mostostal Zabrze, qui avait construit et assuré la maintenance de la tour. Le responsable de la construction et le chef d'une des divisions de Mostostals ont été accusés d'avoir provoqué la catastrophe. Le premier a été condamné à deux ans et demi de prison, le second à deux ans.
Depuis l'effondrement du mât de radio de Varsovie, la plus grande construction en Pologne est le mât de transmission pour la radio FM et la TV à Olsztyn-Pieczewo, avec une hauteur de 360 mètres (coordonnées:53° 45′ 13″ N, 20° 30′ 57″ E). 
Après  cet effondrement, le Mât de KVLY-TV près de Fargo, au Dakota du Nord, reprit un temps le titre de plus haute structure au monde, avec ses 628,8 mètres. Le record est maintenant détenu par la tour Burj Khalifa qui mesure 828 mètres, flèche comprise.

## Remplacement
Après l'effondrement du mât radio, l'organisme de radiodiffusion polonais a utilisé l'ancien émetteur de Raszyn, haut de 335 mètres, près de Varsovie, qui est utilisé depuis 1978 pour l'émission d'un programme, dans la gamme des ondes longues (fréquences 198 ou 225 kHz avec une puissance de 500 kilowatts). Cette tour ne pouvant émettre sur 198 kHz et 225 kHz simultanément, les transmissions sur la fréquence de 198 kHz ont dû être arrêtées, jusqu'à ce qu'une seconde tour de transmission soit construite en Pologne, ou qu'un appareillage de fréquence différente soit ajouté. La dernière solution, plus simple, aurait diminué l'efficacité et la qualité des deux transmissions, et n'a pas été retenue.
Comme les émissions sur grandes Ondes sont d'une importance spéciale pour les Polonais expatriés, le gouvernement polonais a projeté de reconstruire le mât de Konstantynów dès avril 1992, et la décision de lancer le projet a été prise en septembre 1995. Bien que quelques pré-travaux aient été effectués, comme la rénovation des anciennes fondations de la tour, qui devaient être réutilisées, la reconstruction a dû être annulée en raison des protestations violentes des gens vivant à proximité, à cause d'une éventuelle sensibilité électromagnétique qui nuirait à leur santé. Bien que ces risques ne puissent pas être prouvés, un nouvel emplacement pour le transmetteur a dû être recherché. Il a été trouvé sur un camp militaire abandonné, au sud-est de l'émetteur de Solec Kujawski, où entre 1998 et 1999 un nouvel appareillage de transmission grandes ondes (avec une puissance de 1200 kW pour la fréquence 225 kHz) a été construit, et inauguré le 4 septembre 1999.

## Situation actuelle de l'ancien émetteur
À part le mât et la ligne de transmission du signal radio, presque toutes les composantes du dispositif sont toujours là. La centrale de 110 kV et le pylône radio directionnel sont toujours utilisés.